# Adolf von Harnack
Carl Gustav Adolf von Harnack (Tartu, 1851. május 7. – Heidelberg, 1930. június 10.) német evangélikus teológus és kiemelkedő egyháztörténész. A korai kereszténység korának kiemelkedő történésze, és Ernst Troeltsch-csal együtt a liberális protestantizmus legkiemelkedőbb szószólója. Az ún. Tübingeni iskola képvielője volt, a hellenisztikus filozófia kereszténységre gyakorolt hatását kutatta. Egyike a modern Biblia-tudomány megteremtőinek. Ragaszkodott ahhoz, hogy a kereszténység fejlődése kizárólag a történetkritikai módszer alkalmazásával, azaz a fennmaradt keresztény irodalom pártatlan tanulmányozásával érthető meg, kizárva például a mérvadó egyházi dogmákat vagy a tévedhetetlen tanítóhivatalba vetett hitet, vagy a Biblia tévedhetetlenségét.

## Életpályája
Szülővárosában, Dorpatban járt gimnáziumba, ahol 1868-ban érettségizett. 1869-ben kezdte meg teológiai tanulmányait a dorpati egyetemen. 1872 őszétől protestáns teológiát tanult Lipcsében.
A doktori címet 1873-ban szerezte meg, 1874-ben habilitált és ekkor Lipcsében kezdett egyháztörténetet oktatni. Később a gießeni (1879-1886), a Marburgi Egyetem (1886-1888) és a berlini Friedrich-Wilhelms Egyetem (1888-1924) egyháztörténeti professzoraként dolgozott. 1921-es nyugdíjba vonulásáig tanított, majd 1929 tavaszáig emeritus professzorként oktatott.
1890-ben a berlini Porosz Királyi Tudományakadémia rendes tagja lett.
1897 óta a Bajor Tudományos Akadémia levelező tagja volt.
1905 és 1921 között Harnack volt a Királyi Könyvtár főigazgatója is, amelyet 1918-ban Porosz Állami Könyvtárnak neveztek át. 1911. január 23-án a tíz nappal korábban alapított Vilmos Császár Társaság, a mai Max Planck Társaság elnökévé választották. Ezt a tisztséget 1930-ig viselte.

## Magyarul megjelent művei
- A keresztyénség lényege; ford. Rácz Lajos; Főiskola, Sárospatak, 1906
- Zoványi Jenő–Adolf Harnack: A Kálvin-Warga-Zoványi ügy felvilágosító iratai; László-ny., Miskolc, 1908
- A szerzetesség ideáljai és története; ford. Bencze Jenő; Politzer, Budapest, 1911 (Modern könyvtár)
- Dogmatörténet; ford. Gromon András; Tillinger, Szentendre, 1998
- A kereszténység lényege; bev. Trutz Rendtorff, ford. Szathmáry Lajos, bevford. Görföl Tibor; Osiris, Budapest, 2000 (Osiris tankönyvek)